# Cilicaeopsis furculata
Cilicaeopsis furculata är en kräftdjursart som beskrevs av Harrison och David Malcolm Holdich 1984. Cilicaeopsis furculata ingår i släktet Cilicaeopsis och familjen klotkräftor. Inga underarter finns listade i Catalogue of Life.